# Łasin Koszaliński
Łasin KoszalińEsquí [pronunciación en polaco: /ˈwaɕen kɔʂunˈliɲski/] (alemán: Lassehne) es un pueblo ubicado en el distrito administrativo de Gmina Będzino, dentro del Condado de Koszalin, Voivodato de Pomerania Occidental, en el norte de Polonia occidental. Se encuentra aproximadamente a 12 kilómetros al oeste de Będzino, a 25 kilómetros al oeste de Koszalin, y a 121 kilómetros al noreste de la capital regional Szczecin.
Antes de 1945, el área fue parte de Alemania. Para la historia de la región, véase Historia de Pomerania.
El pueblo tiene una población de 60 habitantes.